# Унгер, Герард
Герард Унгер (22 января 1942, Арнем, Нидерланды — 23 ноября 2018, Буссум, Нидерланды) — нидерландский типограф и графический дизайнер.
Унгер окончил Академию Геррита Ритвелда в Амстердаме и с 1975 года работал независимым дизайнером. Он долгое время читал лекции в качестве доцента на неполную ставку в Академии и в качестве приглашённого лектора в Университете Рединга (на кафедре типографии и графической коммуникации). Также с 1 сентября 2006 он в течение 6 лет занимал должность профессора типографического оформления (первую в Нидерландах) в Лейденском университете. 28 мая 2008 он получил почётную докторскую степень в Университете Хасселта.
Основная область экспертизы Г. Унгера — разработка новых шрифтов, и знаменит он в основном именно ими. При этом он также успешно занимался проектированием жилых помещений, дизайном газет (USA Today, Stuttgarter Zeitung, Trouw, Volkskrant), монет, книг, логотипов и почтовых марок. Шрифты Унгера распространяются через Линотип и Нидерландскую библиотеку шрифтов. К его самым известным шрифтам относят Demos (1976/2001), Flora (1984), Swift (1985/1995), Amerigo (1986), Argo (1991), Gulliver (1993), Capitolium (1998), Paradox (1999), Coranto (2000) en Vesta (2001). В 1975 он разработал шрифты для вывесок Амстердамского метро, в 1997 — шрифты для ANWB, используемые с тех пор в указателях велосипедных и пешеходных дорог на территории Нидерландов.
За свою жизнь Унгер получил множество наград, в числе наиболее значимых — приз Х. Н. Веркмана (1984), приз Маурица Энсхеде (1991), типографическая премия SOTA (2009). С 2010 он включён в число почётных членов Профсоюза Нидерландских дизайнеров (нидерл. Beroepsorganisatie Nederlandse Ontwerpers, BNO). Он часто публиковал статьи и книги, самая известная из которых — «Пока ты читаешь» (нидерл. Terwijl je leest, 1997, переиздание 2006, переводилась на другие языки).
До своей смерти Унгер жил и работал в небольшом городе Буссум в окрестностях Амстердама. Его жена, Марьян Унгер, коллекционер и автор книг по истории искусств, умерла за полгода до него.

## Примеры работ

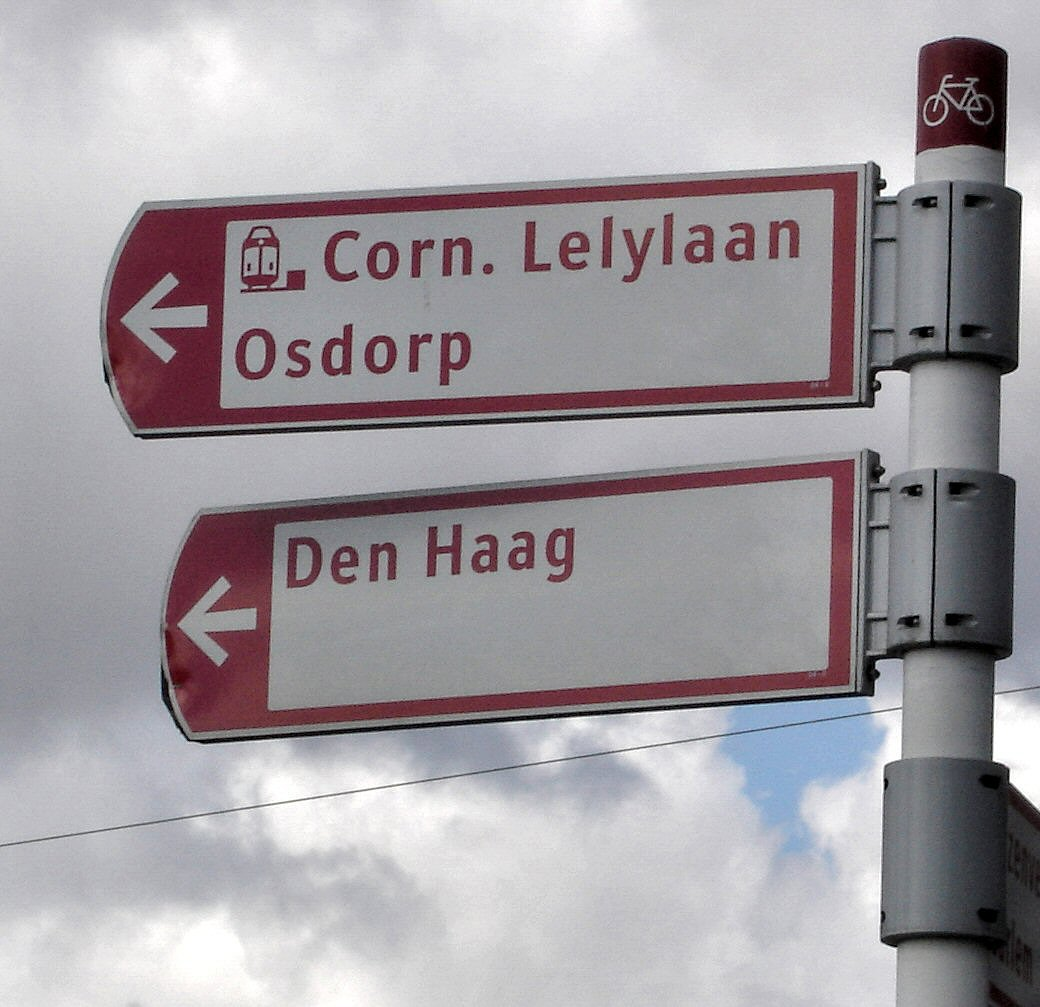
Шрифт Унгера на дорожных указателях
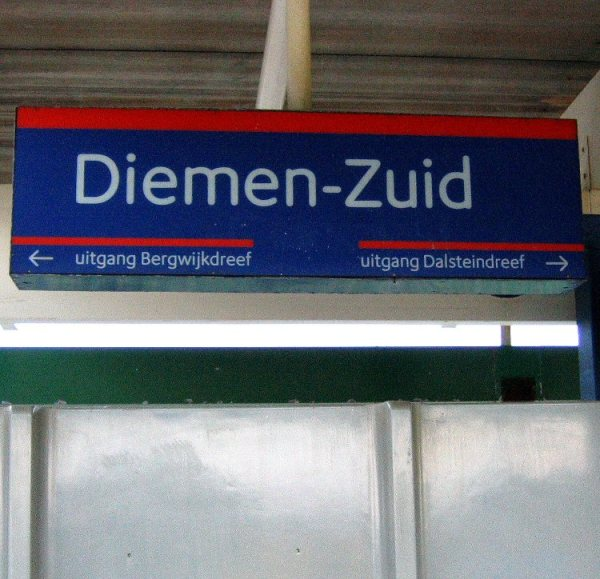
Шрифт Унгера на указателе метро
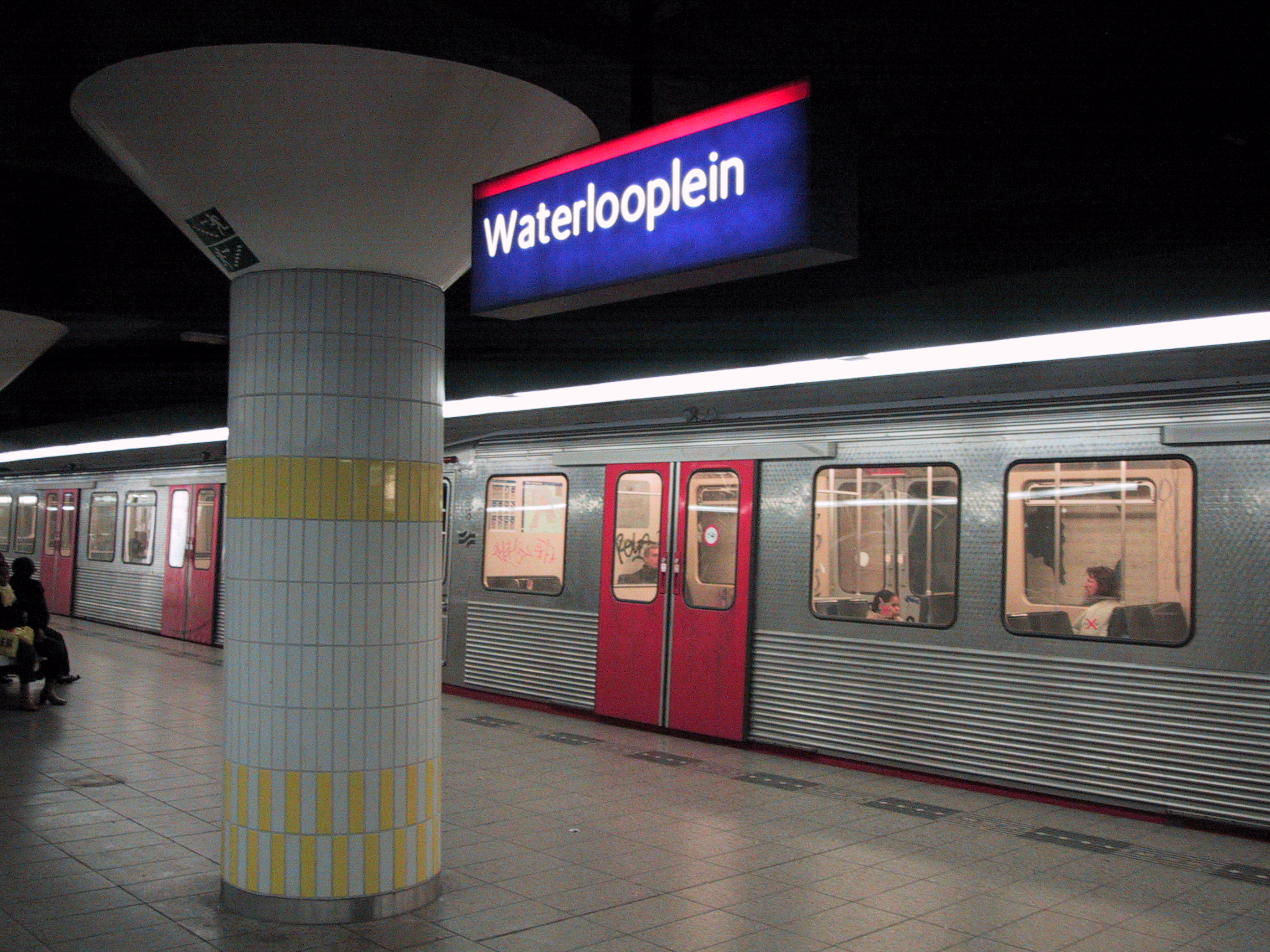
Шрифт Унгера в интерьере метрополитена